# 인공지능 철학
인공지능 철학(人工智能哲學, 영어: Philosophy of artificial intelligence)은 지능, 윤리, 의식, 인식론, 자유 의지에 대한 지식 과 이해 에 대한 인공지능과 그 의미 를 탐구하는 기술 철학의 분야이다. 더욱이 이 기술은 인공 동물이나 인공 사람(또는 적어도 인공 생물, 인공 생명 참조)의 생성과 관련이 있으므로 이 분야는 철학자들에게 상당한 관심거리이다. 이러한 요인 들이 인공 지능 철학 출현에 기여했다. 일부 학자들은 AI 커뮤니티의 철학 기각이 해롭다고 주장한다.
인공 지능의 철학은 다음과 같은 질문에 답하려고 한다.
- 기계가 지능적으로 행동할 수 있는가? 사람이 생각으로 해결할 수 있는 문제를 해결할 수 있는가?
- 인간의 지능과 기계의 지능은 같은 것인가? 인간의 뇌는 본질적으로 컴퓨터인가?
- 기계가 인간과 같은 의미로 마음, 정신 상태, 의식 을 가질 수 있는가? 상황이 어떤지 느낄 수 있는가?

이와 같은 질문은 AI 연구자, 인지 과학자 및 철학자의 다양한 관심을 반영한다. 이러한 질문에 대한 과학적 대답은 "지능"과 "의식"의 정의와 정확히 어떤 "기계"가 논의되고 있는지에 달려 있다.
AI 철학의 중요한 명제는 다음 중 일부를 포함한다.
- 튜링 테스트 : 기계가 인간만큼 지능적으로 행동하면 인간만큼 지능적이다.[5]
- 다트머스 제안 : "학습의 모든 측면이나 지능의 다른 기능은 너무 정확하게 설명되어 기계가 시뮬레이션하도록 만들 수 있다."[6]
- 앨런 뉴얼 과 허버트 사이먼의 물리적 기호 시스템 가설: "물리적 기호 시스템은 일반적으로 지적인 행동을 위한 필요하고 충분한 수단을 가지고 있다."[7]
- 존 설의 강력한 AI 가설 : "올바른 입력과 출력으로 적절하게 프로그래밍된 컴퓨터는 인간이 마음을 가지고 있는 것과 정확히 같은 의미로 마음을 가질 것이다."[8]
- 홉스의 '메커니즘'은 ... '이성'은 우리 생각의 '표시'와 '의미화'에 대해 합의된 일반 이름의 결과에 대한 '계산', 즉 더하고 빼는 것에 지나지 않다. . ."[9]

## 기계가 일반 지능을 나타낼 수 있는가?
인간이 지능으로 해결하는 모든 문제를 해결할 수 있는 기계를 만드는 것이 가능합니까? 이 질문은 미래에 기계가 할 수 있는 일의 범위를 정의하고 AI 연구의 방향을 안내한다. 그것은 단지 기계의 행동 에만 관련되며 심리학자, 인지 과학자 및 철학자 들이 관심을 갖는 문제는 무시한다. 이 질문에 답하기 위해, 기계가 실제로 생각하고 있는지(사람이 생각하는 대로) 또는 생각 하는 것처럼 행동 하는지 여부는 중요하지 않다.
기본 전제에 반대하는 주장은 컴퓨터의 능력에 실제적인 한계가 있거나 지능적 행동에 필요하지만 인간의 정신에는 어떤 특별한 특성이 있기 때문에 작동하는 AI 시스템을 구축하는 것이 불가능하다는 것을 보여야 한다. 기계(또는 현재 AI 연구 방법). 기본 전제에 찬성하는 주장은 그러한 시스템이 가능하다는 것을 보여야 한다.

### 지능
앨런 튜링 은 지능을 정의하는 문제를 대화에 대한 간단한 질문으로 축소했다. 그는 다음과 같이 제안한다. 만약 기계가 평범한 사람이 하는 것과 같은 단어를 사용하여 어떤 질문에도 대답할 수 있다면 우리는 그 기계를 지능적이라고 부를 수 있다. 그의 실험적 디자인의 현대적 버전은 참가자 중 한 명이 실제 사람이고 참가자 중 한 명이 컴퓨터 프로그램인 온라인 대화방을 사용한다. 프로그램은 두 참가자 중 누가 인간인지 알 수 없는 경우 테스트를 통과한다. Turing은 철학자를 제외하고 아무도 "사람들이 생각할 수 있습니까?"라는 질문을 해본 적이 없다고 말한다. 그는 "이 점에 대해 계속 논쟁하기 보다는 모두가 생각하는 정중한 관례를 갖는 것이 일반적이다"라고 적었다. Turing의 테스트는 이 정중한 규칙을 기계로 확장한다.
- 기계가 인간만큼 지능적으로 행동한다면 그것은 인간만큼 지능적이다.

튜링 테스트에 대한 한 가지 비판은 행동의 "지능"이 아니라 기계 행동의 "인간성"만 측정한다는 것이다. 인간의 행동과 지능적인 행동은 정확히 같은 것이 아니기 때문에 테스트는 지능을 측정하지 못한다. Stuart J. Russell 과 Peter Norvig 는 "항공 공학 텍스트는 '다른 비둘기를 속일 수 있을 정도로 정확히 비행하는 기계를 만드는 것'으로 자신의 분야 목표를 정의하지 않다."라고 썼다.

### 기계가 일반 지능을 나타낼 수 있다는 주장

#### 뇌를 시뮬레이션할 수 있다
드레이퍼스는 이 주장을 다음과 같이 주장한다. "만약 신경계가 물리학과 화학의 법칙을 따른다면, 우리는 그렇게 한다고 가정할 수 있는 모든 이유가 있다. 그렇다면 ... 우리는 ... 우리는 ... 어떤 물리적 장치가 있는 신경계". 일찍이 1943년에 소개되었고   년 한스 모라벡에 의해 생생하게 기술된 이 주장은 현재 미래학자 레이 커즈와일과 관련이 있다. 그는 컴퓨터 성능이 완전한 뇌 시뮬레이션에 충분할 것이라고 추정한다. 2029년. 2005년 인간 뇌 크기(10 11 뉴런)의 시상피질 모델의 비실시간 시뮬레이션이 수행되었으며 27개의 프로세서 클러스터에서 1초의 뇌 역학을 시뮬레이션하는 데 50일이 걸렸다.
AI에 대한 가장 가혹한 비판자들조차도 이론상 뇌 시뮬레이션이 가능하다는 데 동의한다. 그러나 존 설은 원칙적으로 컴퓨터로 무엇이든 시뮬레이션할 수 있다고 지적한다. 따라서 정의를 중단점으로 가져오면 모든 프로세스가 기술적으로 "계산"으로 간주될 수 있다는 결론에 도달한다. "우리가 알고 싶었던 것은 마음을 온도 조절 장치 및 간과 구별하는 것이다."라고 그는 쓴다. 따라서 살아 있는 뇌의 기능을 시뮬레이션하는 것 자체가 지능과 마음의 본성에 대한 무지를 인정하는 것이 될 것이다.산재환자발생원인

#### 인간의 사고는 기호 처리다
1963년에 앨런 뉴얼 과 허버트 사이먼은 "기호 조작"이 인간과 기계 지능의 본질이라고 제안했다.

#### 기호 처리에 반대하는 주장
1931년에 쿠르트 괴델은 주어진 일관된 형식 논리 시스템 (예: 고급 기호 조작 프로그램)이 증명할 수 없는 "괴델 진술 "을 구성하는 것이 항상 가능하다는 불완전성 정리 로 증명했다. 참된 진술에도 불구하고 구성된 괴델 진술은 주어진 시스템에서 증명할 수 없다. (구성된 괴델 진술의 진실성은 주어진 시스템의 일관성에 달려 있다. 미묘하게 일관성이 없는 시스템에 동일한 프로세스를 적용하면 성공한 것처럼 보이지만 실제로는 대신 거짓 "괴델 진술"을 산출한다.)  더 사변적으로, 괴델은 인간의 마음이 궁극적으로 어떤 근거가 충분한 수학적 진술(가능한 모든 괴델 진술을 포함하여)의 참 또는 거짓을 정확하게 결정할 수 있으며, 따라서 인간 정신의 힘은 메커니즘으로 환원될 수 없다고 추측했다. 철학자 존 루카스 (1961년 이후)와 로저 펜로즈 (1989년 이후)는 이 철학적 반기계론적 주장을 옹호해 왔다.
1931년에 쿠르트 괴델은 주어진 일관된 형식 논리 시스템 (예: 고급 기호 조작 프로그램)이 증명할 수 없는 "괴델 진술 "을 구성하는 것이 항상 가능하다는 불완전성 정리 로 증명했다. 참된 진술에도 불구하고 구성된 괴델 진술은 주어진 시스템에서 증명할 수 없다. (구성된 괴델 진술의 진실성은 주어진 시스템의 일관성에 달려 있다. 미묘하게 일관성이 없는 시스템에 동일한 프로세스를 적용하면 성공한 것처럼 보이지만 실제로는 대신 거짓 "괴델 진술"을 산출한다.)  더 사변적으로, 괴델은 인간의 마음이 궁극적으로 어떤 근거가 충분한 수학적 진술(가능한 모든 괴델 진술을 포함하여)의 참 또는 거짓을 정확하게 결정할 수 있으며, 따라서 인간 정신의 힘은 메커니즘으로 환원될 수 없다고 추측했다. 철학자 존 루카스 (1961년 이후)와 로저 펜로즈 (1989년 이후)는 이 철학적 반기계론적 주장을 옹호해 왔다.
그러나 과학 및 수학 커뮤니티의 현대적 합의는 실제 인간의 추론이 일관성이 없다는 것이다. 인간 추론의 일관된 "이상화된 버전" H는 논리적으로 H 의 일관성에 대한 건전하지만 반직관적인 열린 마음의 회의론을 채택하도록 강요받을 것이다(그렇지 않으면 H는 일관되지 않은 것으로 판명됨). 그리고 괴델의 정리는 인간이 기계가 복제할 수 있는 것 이상의 수학적 추론 능력을 가지고 있다는 유효한 주장으로 이어지지 않다.

### 기계가 마음, 의식, 정신 상태를 가질 수 있는가?
존 설은 자신이 생각하기에 더 흥미롭고 논쟁의 여지가 있는 문제에 집중할 수 있도록 강력한 AI와 약한 AI를 분리하는 용어를 도입했다. 그는 우리가 인간의 마음과 똑같이 행동하는 컴퓨터 프로그램이 있다고 가정하더라도 여전히 대답해야 할 어려운 철학적 질문이 있을 것이라고 주장했다.
존 설은 우리에게 사고실험을 고려해 보라고 요청한다. Turing 테스트를 통과하고 일반적인 지능적 행동을 보여주는 컴퓨터 프로그램을 작성했다고 가정한다. 특히 프로그램이 유창한 중국어로 대화할 수 있다고 가정한다. 3x5 카드에 프로그램을 작성하여 중국어를 할 줄 모르는 평범한 사람에게 준다. 그 사람을 방에 가두고 카드의 지시를 따르게 하라. 그는 한자를 복사하여 슬롯을 통해 방 안팎으로 전달한다. 밖에서 보면 중국인 방에 중국어를 할 수 있는 지적인 사람이 있는 것처럼 보일 것이다. 질문은 다음과 같다. 방에 중국어를 이해하는 사람(또는 무엇이든)이 있는가? 즉, 이해의 정신 상태를 가지고 있거나 중국어로 논의되는 내용을 의식적으로 인식하는 것이 있는가? 남자는 분명히 알지 못한다. 방은 인식할 수 없다. 카드는 확실히 인식하지 못한다. 설은 중국어 방 이나 다른 물리적 상징 체계는 마음을 가질 수 없다고 결론지었다.

## 같이 보기
- AI에 의한 탈취
- 인공 의식
- 인공지능
- 인공 신경망
- 챗봇
- 계산주의 마음 이론
- 인공 일반 지능의 존재 위험
- 기능주의 (심리철학)
- 정보철학
- 심리철학
- 모의실험 가설

## 참고 자료
- Adam, Alison (1989). Artificial Knowing: Gender and the Thinking Machine. Routledge & CRC Press. https://www.routledge.com/Artificial-Knowing-Gender-and-the-Thinking-Machine/Adam/p/book/9780415129633
- Benjamin, Ruha (2019). Race After Technology: Abolitionist Tools for the New Jim Code. Wiley. ISBN 978-1-509-52643-7
- Blackmore, Susan (2005), 《Consciousness: A Very Short Introduction》, Oxford University Press
- Bostrom, Nick (2014), 《Superintelligence: Paths, Dangers, Strategies》, Oxford University Press, ISBN 978-0-19-967811-2
- Brooks, Rodney (1990), “Elephants Don't Play Chess” (PDF), 《Robotics and Autonomous Systems》 6 (1–2): 3–15, CiteSeerX 10.1.1.588.7539, doi:10.1016/S0921-8890(05)80025-9, 2007년 8월 30일에 확인함
- Bryson, Joanna (2019). The Artiﬁcial Intelligence of the Ethics of Artiﬁcial Intelligence: An Introductory Overview for Law and Regulation, 34.
- Chalmers, David J (1996), 《The Conscious Mind: In Search of a Fundamental Theory》, Oxford University Press, New York, ISBN 978-0-19-511789-9
- Cole, David (Fall 2004), 〈The Chinese Room Argument〉,   Zalta, Edward N., 《The Stanford Encyclopedia of Philosophy》.
- Crawford, Kate (2021). Atlas of AI: Power, Politics, and the Planetary Costs of Artificial Intelligence. Yale University Press.
- Dennett, Daniel (1991), 《Consciousness Explained》, The Penguin Press, ISBN 978-0-7139-9037-9
- Dreyfus, Hubert (1972), 《What Computers Can't Do》, New York: MIT Press, ISBN 978-0-06-011082-6
- Dreyfus, Hubert (1979), 《What Computers Still Can't Do》, New York: MIT Press.
- Dreyfus, Hubert; Dreyfus, Stuart (1986), 《Mind over Machine: The Power of Human Intuition and Expertise in the Era of the Computer》, Oxford, UK: Blackwell
- Fearn, Nicholas (2007), 《The Latest Answers to the Oldest Questions: A Philosophical Adventure with the World's Greatest Thinkers》, New York: Grove Press
- Gladwell, Malcolm (2005), 《Blink: The Power of Thinking Without Thinking》, Boston: Little, Brown, ISBN 978-0-316-17232-5.
- Harnad, Stevan (2001), 〈What's Wrong and Right About Searle's Chinese Room Argument?〉,   Bishop, M.; Preston, J., 《Essays on Searle's Chinese Room Argument》, Oxford University Press
- Haraway, Donna (1985). A Cyborg Manifesto.
- Haugeland, John (1985), 《Artificial Intelligence: The Very Idea》, Cambridge, Mass.: MIT Press.
- Hofstadter, Douglas (1979), 《Gödel, Escher, Bach: an Eternal Golden Braid》.
- Horst, Steven (2009), 〈The Computational Theory of Mind〉,   Zalta, Edward N., 《The Stanford Encyclopedia of Philosophy》, Metaphysics Research Lab, Stanford University.
- Kaplan, Andreas; Haenlein, Michael (2018), “Siri, Siri in my Hand, who's the Fairest in the Land? On the Interpretations, Illustrations and Implications of Artificial Intelligence”, 《Business Horizons》 62: 15–25, doi:10.1016/j.bushor.2018.08.004, S2CID 158433736
- Kurzweil, Ray (2005), 《The Singularity is Near》, New York: Viking Press, ISBN 978-0-670-03384-3.
- Lucas, John (1961), 〈Minds, Machines and Gödel〉,   Anderson, A.R., 《Minds and Machines》, 2007년 8월 19일에 원본 문서에서 보존된 문서, 2022년 7월 24일에 확인함.
- Malabou, Catherine (2019). Morphing Intelligence: From IQ Measurement to Artificial Brains. (C. Shread, Trans.). Columbia University Press.
- McCarthy, John; Minsky, Marvin; Rochester, Nathan; Shannon, Claude (1955), 《A Proposal for the Dartmouth Summer Research Project on Artificial Intelligence》, 2008년 9월 30일에 원본 문서에서 보존된 문서.
- McDermott, Drew (1997년 5월 14일), “How Intelligent is Deep Blue”, 《New York Times》, 2007년 10월 4일에 원본 문서에서 보존된 문서, 2007년 10월 10일에 확인함
- Moravec, Hans (1988), 《Mind Children》, Harvard University Press
- Penrose, Roger (1989), 《The Emperor's New Mind: Concerning Computers, Minds, and The Laws of Physics》, Oxford University Press, ISBN 978-0-14-014534-2
- Russell, Stuart J.; Norvig, Peter (2003), 《Artificial Intelligence: A Modern Approach》 2판, Upper Saddle River, New Jersey: Prentice Hall, ISBN 0-13-790395-2
- Searle, John (1980), “Minds, Brains and Programs” (PDF), 《Behavioral and Brain Sciences》 3 (3): 417–457, doi:10.1017/S0140525X00005756, S2CID 55303721, 2015년 9월 23일에 원본 문서 (PDF)에서 보존된 문서
- Searle, John (1992), 《The Rediscovery of the Mind》, Cambridge, Massachusetts: M.I.T. Press
- Searle, John (1999), 《Mind, language and society》, New York, NY: Basic Books, ISBN 978-0-465-04521-1, OCLC 231867665
- 틀:Turing 1950
- Yee, Richard (1993), “Turing Machines And Semantic Symbol Processing: Why Real Computers Don't Mind Chinese Emperors” (PDF), 《Lyceum》 5 (1): 37–59, 2021년 2월 24일에 원본 문서 (PDF)에서 보존된 문서, 2022년 7월 24일에 확인함